# San Jose (hrabstwo Rio Arriba)
San Jose – jednostka osadnicza w Stanach Zjednoczonych, w stanie Nowy Meksyk, w hrabstwie Rio Arriba.